# Liste der Kulturgüter in Mels
Die Liste der Kulturgüter in Mels enthält alle Objekte in der Gemeinde Mels im Kanton St. Gallen, die gemäss der Haager Konvention zum Schutz von Kulturgut bei bewaffneten Konflikten, dem Bundesgesetz vom 20. Juni 2014 über den Schutz der Kulturgüter bei bewaffneten Konflikten sowie der Verordnung vom 29. Oktober 2014 über den Schutz der Kulturgüter bei bewaffneten Konflikten unter Schutz stehen.
Objekte der Kategorien A und B sind vollständig in der Liste enthalten, Objekte der Kategorie C fehlen zurzeit (Stand: 1. Januar 2023).

## Kulturgüter
| Foto | | Objekt                                                            | Kat. | Typ | Standort                                             | Beschreibung |
| ---- | --- | ----------------------------------------------------------------- | ---- | --- | ---------------------------------------------------- | ------------ |
| ja   | Datei hochladen · Wikidata zu Castels, prähistorische-mittelalterliche Höhensiedlung (Q29523820)     | Castels, neolitisch-mittelalterliche Höhensiedlung KGS-Nr.: 08189 | A    | F   | 749930 / 212825                                      |              |
| BW   | Datei hochladen · Wikidata zu Frühmittelalterliche Kirche St. Peter und Paul (Q29523829)             | Frühmittelalterliche Kirche St. Peter und Paul KGS-Nr.: 09651     | A    | F   | Kirchweg 750725 / 212520                             |              |
| BW   | Datei hochladen · Wikidata zu Nidberg, mittelalterliche Burgruine (Q135469004)                       | Nidberg, mittelalterliche Burgruine KGS-Nr.: 01090                | B    | F   | 750278 / 212554                                      |              |
| ja   | Datei hochladen · Wikidata zu Oberheiligkreuz, Kapelle Hl. Kreuz (Ende 15. Jh., um 1700) (Q29786529) | Kapelle Heilig Kreuz KGS-Nr.: 08191                               | B    | G   | Heiligkreuz (Mels), Staatsstrasse 14 750447 / 213507 |              |
| ja   | Datei hochladen · Wikidata zu Kapuzinerkloster (Q29786526)                                           | Kapuzinerkloster KGS-Nr.: 08193                                   | B    | G   | Klosterweg 4–8 750880 / 212570                       |              |
| ja   | Datei hochladen · Wikidata zu Katholische Kirche St. Peter und Paul (Q131762167)                     | Katholische Kirche St. Peter und Paul KGS-Nr.: 14041              | B    | G   | Kirchstrasse 25a 750738 / 212509                     |              |
| ja   | Datei hochladen · Wikidata zu Schlösschen Nidberg (Q29786524)                                        | Schlösschen Nidberg KGS-Nr.: 14108                                | B    | G   | Burggasse 9 750278 / 212554                          |              |
| ja   | Datei hochladen · Wikidata zu Fabrik Stoffel (Q135469956)                                            | Fabrik Stoffel KGS-Nr.: 16886                                     | B    | G   | Im Stoffel 27, 29, 31 750262 / 212086                |              |
| BW   | Datei hochladen · Wikidata zu Alte Post Weisstannen (Q135470343)                                     | Alte Post Weisstannen KGS-Nr.: 16887                              | B    | G   | Weisstannerstrasse 312 744890 / 206026               |              |